# 12575 Palmaria
12575 Palmaria (1999 RH1) là một tiểu hành tinh vành đai chính được phát hiện ngày 4 tháng 9 năm 1999 bởi P. Pietrapiana và L. Sannino ở Monte Viseggi Observatory.